# Praegublerina
Praegublerina es un género de foraminífero planctónico de la Subfamilia Heterohelicinae, de la Familia Heterohelicidae, de la Superfamilia Heterohelicoidea, del Suborden Globigerinina y del Orden Globigerinida. Su especie tipo era Gublerina acuta robusta. Su rango cronoestratigráfico abarca desde el Campaniense hasta el Maastrichtiense (Cretácico superior).

## Descripción
Praegublerina incluía especies con conchas biseriadas, y generalmente multiseriadas en el estadio final, con forma subtriangular a flabeliforme; el estadio biseriado presentaba un área central no septado, con dos series de cámaras divergiendo en los laterales; el estadio multiseriado se iniciaba con la aparición de cámaras biaperturadas; sus cámaras eran subglobulares a reniformes; sus suturas intercamerales eran incididas, o elevada en el estadio biseriado divergente debido a solapas aperturales relictas; su contorno ecuatorial era subtriangular (en abanico) y ligeramente lobulada; su periferia era redondeada; la abertura principal en el estadio biseriado era interiomarginal, lateral, con forma de arco simétrico; en el estadio multiseriado presentaba múltiples aberturas, con una o dos por cámara, todas bordeadas por un labio con dos amplias solapas laterales; presentaban pared calcítica hialina, microperforada a finamente perforada, y superficie costulada o reticulada, o una combinación de las dos (vermicular).

## Discusión
Clasificaciones posteriores hubiesen incluido Praegublerina en el Orden Heterohelicida, y lo han considerado un sinónimo subjetivo posterior de Heterohelix.

## Paleoecología
Praegublerina, como Heterohelix, incluía especies con un modo de vida planctónico, de distribución latitudinal cosmopolita, y habitantes pelágicos de aguas intermedias (medio mesopelágico superior).

## Clasificación
Praegublerina incluía a la siguiente especie:
- Praegublerina pseudotessera †